# Radio Umbral
Radio Umbral fue una estación radial chilena que funcionó desde el 10 de agosto de 1987 hasta el 31 de diciembre de 1993 en el 95.3 MHz en Santiago, a fines de la dictadura militar chilena, siendo reemplazada por Radio Finísima. Su lema era En el rescate y defensa de nuestra identidad lo que le daba un sonido distinto a las tradicionales radios que existían en la época. 
Pertenecía a la Corporación Metodista de Chile. Durante su existencia su director fue David Stevens Muñoz y uno de sus sellos estaba en su programador y locutor ancla, Pedro Henríquez.
Transmitía en la frecuencia 95.3 que era repetida en un estribillo característico.

## Historia
En 1977 la Corporación Metodista de Chile obtiene una concesión en frecuencia modulada en señal XQB-14, 97.7 en la ciudad de Santiago, frecuencia que pertenecía a Radio La Verdad, cuya denominación se mantuvo hasta 1980. Posteriormente, el proyecto cambia a Radio Génesis, con un tipo de programación variado.
Es en 1982, en el mismo dial, donde se inició Radio Umbral, con una línea musical de estilo tropical, única hasta ese momento en la frecuencia modulada. Su locutor más recordado en ese período fue Edmundo Soto.
El 10 de agosto de 1987 Radio Umbral realiza canje de frecuencia con Radio Viva FM, quedando ahora ubicada en su señal más recordada, 95.3. Es desde esta frecuencia que la radio cambia su línea musical y de contenidos a la música chilena y latinoamericana, la nueva trova cubana, la nueva canción chilena, música de raíz folklórica latinoamericana, entre otras.
El 31 de diciembre de 1993, se realiza el último día de transmisión de Radio Umbral, cerrándose el proyecto En el rescate y defensa de nuestra identidad. A partir del 1 de enero de 1994, la frecuencia se entrega en arriendo, donde inicia sus transmisiones Radio Finísima.
Finalmente en 2006, la ilusión de reflotar el proyecto Umbral se apaga, con la decisión de la Iglesia Metodista de vender la frecuencia 95.3. La venta se concreta en favor de la Sociedad Radiodifusora Amadeus (Grupo Bezanilla).

## Características
- Al ser el tema de la identidad uno de sus principios Umbral apoyaba la música de cantantes chilenos y latinoamericanos dentro de un universo de radios FM cuyas principales características eran la música anglo y pop.
- Su línea editorial era cercana a la izquierda política lo que le significó el retiro de la publicidad de las empresas vinculadas a los grandes conglomerados económicos y finalmente su desfinanciamiento.
- Entre sus programas más recordados estaban:
  - El Canto de la Patria Grande donde aparecían música y cantantes latinoamericanos prohibidos por la dictadura militar de Pinochet como:
    - Sol y Lluvia
    - Mercedes Sosa (enlace roto disponible en Internet Archive; véase el historial, la primera versión y la última).
    - Ignacio Copani
    - Quelentaro
    - Quilapayún
    - Víctor Heredia
    - Los Prisioneros
    - Illapu

  - La noche de los payadores: Conducido por Pedro Yáñez y Eduardo Peralta, difundía el arte de la Paya gracias a las propuestas y desafíos que el público les pedía telefónicamente.[9]

## Cierre
A pesar de diversas campañas de financiamiento realizadas por los leales a la radio la falta de auspiciadores terminaron haciendo colapsar este medio. En general todos los medios que dieron la lucha contra la dictadura de Augusto Pinochet terminaron clausurados por asfixia económica durante los gobiernos de la Concertación, como por ejemplo los diarios Fortín Mapocho y La Época.